# Nycterophaeta luna
Nycterophaeta luna är en fjärilsart som beskrevs av Morrison 1875. Nycterophaeta luna ingår i släktet Nycterophaeta och familjen nattflyn. Inga underarter finns listade i Catalogue of Life.